# Christoph Ott (Jesuit)
Christoph Ott (* 2. November 1612 in Freiburg im Breisgau; † 4. Mai 1684 in Hall) war ein deutscher Jesuit und Autor.

## Leben
Otts Leben ist nur bruchstückhaft bekannt. Er trat 1628 in den Jesuitenorden ein und wirkte zuerst als Lehrer an verschiedenen Schulen des Ordens, später als Seelsorger und Prediger. Von 1653 bis 1657 war er Professor an der Philosophischen Fakultät der Universität Ingolstadt, von 1658 bis 1664 Domprediger am Augsburger Dom. Ab 1664 wirkte er in Freiburg im Üechtland; seinen Ruhestand soll er im Jesuitenstift von Dillingen verbracht haben.
Ott verfasste eine Reihe von Schriften, darunter überwiegend kontroverstheologische Schriften gegen den Protestantismus, aber auch eine historische Darstellung der Päpste von den Anfängen bis in seine Gegenwart und eine Schrift über Kindererziehung.

## Schriften (Auswahl)
- Demonstratio Catholicae Veritatis. Augsburg 1660.
- Roma gloriosa oder das glorwürdige Rom in seinen 249 Päpsten. Innsbruck 1676.
- Historia nova saeculi nostri XVII ferreo-aurei, complectens gesta per Imperium Romano-Germanicum sub Rudolpho II, Matthia I, Ferdinando II et Ferdinando III. Innsbruck 1682.
- Unvergleichliche Ehren-Cron, welche der röm. kath. Kirchen in diesem sibenzehenden Welt-Gang ausz allen 4 Theilen der Welt ... durch ihr Bekehrung zu dem cath. Glauben vil gecrönte ... und andere Persohnen auffgesetzt haben. Dillingen 1686.